# ميخائيل دبليو. دويل
ميخائيل دبليو. دويل (بالإنجليزية: Michael W. Doyle)‏ هو عالم سياسة أمريكي، ولد في 1948 في هونولولو في الولايات المتحدة.